# David Lazzaretti
David Lazzaretti (en italien Davide), né à (Arcidosso en 1834 - mort à Bagnore, Santa Fiora en  1878,  surnommé  « Le Christ de l'Amiata », est un paysan, charretier, ermite et voyant italien. Devenu athée, anticlérical et anarchiste, il revient vers la religion catholique, prône la liberté et l'égalité sociale, et fonde une « commune agricole subversive ».
Cette figure, fortement liée à la mémoire locale et à la mythologie révolutionnaire, peut aujourd'hui être appréhendée dans le cadre d'une recherche d'ensemble sur le prophétisme apocalyptique au XIXe siècle.
On peut le classer dans la série des utopistes célèbres, qui allant d'une congrégation de type franciscain primitif à une sorte de tiers ordre, militent pour « une société communiste de travail et de consommation ».

## Biographie
Il fonde une communauté religieuse près du Mont Amiata (Toscane), dans le contexte de l'unification de l'Italie et de la chute des États pontificaux.
Témoin de visions, prophétisant sur les temps futurs, il est reconnu comme « saint » par les paysans de la région qu'il rassemble autour de lui. Se présentant comme le « grand monarque » annoncé par les prophéties qui circulent alors, il attire également à lui des nostalgiques du grand-duché, des légitimistes français et des prêtres en quête d'un nouveau messie.
Les autorités religieuses, confrontées à un prophète issu du peuple,  hésitent puis finissent par porter l'affaire devant le Saint-Office. La congrégation condamne l'ensemble de ses écrits en juillet 1878.
Tué par les carabiniers le 18 août 1878, il est enterré dans le cimetière de Santa Fiora dans le caveau familial.
Une exposition permanente, sise  dans les salles du musée de la Rocca aldobrandesca d'Arcidosso lui est consacrée.